# Ceraclea spongillovorax
Ceraclea spongillovorax là một loài Trichoptera trong họ Leptoceridae. Chúng phân bố ở miền Tân bắc.